# Vulpecula
Vulpecula (Vul), a Raposa, é uma constelação do hemisfério celestial norte. O genitivo, usado para formar nomes de estrelas, é Vulpeculae.
As constelações vizinhas, segundo as delineações contemporâneas, são o Cisne, a Lira, o Hércules, a Flecha, o Golfinho e o Pégaso.

## Características notáveis

### Estrelas
Não há estrelas mais brilhantes que magnitude 4 na Raposa. A estrela mais brilhante da constelação é α Vulpeculae, uma gigante vermelha com uma magnitude aparente de apenas 4,44 situada a 297 anos-luz da Terra. Ela forma uma binária óptica com 8 Vulpeculae, com uma separação de cerca de 7 minutos de arco.
Em 1967, o primeiro pulsar, PSR B1919+21, foi descoberto na Raposa por Antony Hewish e Jocelyn Bell, em Cambridge. Enquanto eles estavam procurando cintilações de sinais de rádio de quasares, eles observaram pulsos que se repetiam com um período de 1,3373 segundos. Essa anomalia foi identificada como o sinal de uma estrela de nêutrons de rápida rotação. 15 anos depois da descoberto desse pulsar, foi descoberto também na Raposa o primeiro pulsar de milissegundo, PSR B1937+21, a poucos graus de distância no céu de PSR B1919+21.
Na Raposa também se encontra o planeta extrassolar HD 189733 b. Esse planeta tem uma massa de 1,14 massas de Júpiter e um período orbital de 2,22 dias, o que o torna um Júpiter quente. Em 2007, análises espectroscópicas revelaram grandes quantidades de vapor de água nele, e também em 2007 foi criado um mapa de temperatura de HD 189733 b a partir de dados do Telescópio Espacial Spitzer, o primeiro mapa de um planeta extrassolar.

### Objetos de céu profundo
Dois bem conhecidos objetos de céu profundo podem ser achados na Raposa. A nebulosa do Haltere (M27) é uma grande e brilhante nebulosa planetária. Ela foi descoberta por Charles Messier em 1764, sendo a primeira nebulosa planetária descoberta. O Aglomerado de Brocchi (Collinder 399) é um grupo de cerca de 40 estrelas descoberto pelo astrônomo da Pérsia Al Sufi no ano de 964 e mais tarde redescoberto independentemente pelo astrônomo italiano Giovanni Battista Hodierna. A classificação desse aglomerado mudou muito, mas observações recentes feitas pelo satélite Hipparcos indicam que ele é um asterismo, sem ligação física.